# Abdusamet Yigit
 (mars 2010).
Si vous disposez d'ouvrages ou d'articles de référence ou si vous connaissez des sites web de qualité traitant du thème abordé ici, merci de compléter l'article en donnant les références utiles à sa vérifiabilité et en les liant à la section « Notes et références ».
Abdusamet Yigit, né le 13 mars 1978 à Cizre en Turquie, est un écrivain kurde vivant en Norvège, après avoir longtemps vécu en Turquie.

## Biographie
Abdusamet Yigit est né dans le village Xirabê Sosin Nisebin, au nord de la Turquie. Il a étudié l'histoire et de philosophie et est l'auteur d'ouvrages historiques. Son premier livre, Feqiye Teyran, raconte la vie du le philosophe kurde Feqiyê Teyran. Il écrit dans le dialecte kurde kurmandji.

## Publications
- Feqiyê Teyran 1., roman, 2009, Han, Berlin,  (ISBN 978-3-940997-34-0)
- Feqiyê Teyran 2., roman, 2014, Soran, Berlin
- Feqiyê Teyran 3., roman, 2015, soran, Berlin
- Feqiyê Teyran 4., roman, 2015, soran, Berlin
- Destana Kawayê Hesinger, saga, 2009, Han, Berlin  (ISBN 978-3-942735-01-8)
- Şahmaran, roman 2011, Han, Berlin  (ISBN 978-3-942735-00-1)
- Êlî Herîrî, roman 2011, Han, Berlin  (ISBN 978-3-942735-16-2)
- Çîroka Keçelok 1., berg 1, roman 2012, Han, Berlin  (ISBN 978-3-942735-24-7)
- Çîrokên Keçelok 2., roman, (2015),  (ISBN 978-3-981-66869-8)
- Çîrokên Keçelok 3., roman, (2015)
- Destana Dewrêşê Ewdî, roman 2012, Han, Berlin
- Qiyakser, dîrok, adara 2013, Han, Berlin  (ISBN 978-3-942735-35-3)
- Melayê Cizirî, dîrok, tirmeh-2013, Han, Berlin
- Di xeta dîroka kurdistanê de philosophie û pêşketina zimanê kurdî, dîrok û diman, 2013
- Zerdeştê kal, Dîrok, 2013,   (ISBN 978-3-940997-09-8)
- Li ser bûna jîra jîrê, 2013, philosophie  (ISBN 978-3-942735-33-9)
- Di sedsale 21'ê de şoreşa kurd: rojava, 2013, dîrok  (ISBN 978-3-940997-27-2)
- Jîyan di bin roja Mîtra de dimeşê, 2014, dîrok  (ISBN 978-3-942735-20-9)
- Kobanî, Stalîngrada kurdan-Berxwedana Kobanê ya dîrokî, Dîrok, 17´ê kewçêra 2014´an  (ISBN 978-3-9816686-7-4)
- Li ser rastî û ´pêvajoya çareserîyê´ li Kurdistanê[1], lêkolîn û dîrok, 2014,
- Li ser rastî, dîrok û philosophieya Yazdan[2], philosophie, 2014,
- Li ser dîroka philosophieya Îdealîsmê, philosophie, 2014  (ISBN 978-3-9816686-9-8)
- Li ser têgîna Estetîsmê (La théorie de la conscience de estetisme), philosophie, 2015,
- Destana Hemê Zerê(L'histoire de l'hème Zere", une épopée populaire), 2015
- Evîna dilên biçûk(Petits cœurs l'amour), poésie, 2015, soran, Berlin
- Aqil, zêhn û ziman('Pensée, de l'esprit et de la langue'), philosophie, 2015,
- Morfolojîya Kurdîya hemdem (Morphologie du moderne kurde), Philosophie
- Ziman, zanîna wateyê û vac (langues, linguistique et la logique), la philosophie,  (ISBN 978-3-945956-01-4)
- Li ser jenosîda kurdan: helebçê(A propos du massacre kurde: Halabja), historia
- Newroz ronesansa kurdistanê ye(Newroz est le Kurdistan Renaissance), historia,  (ISBN 978-3-9816686-1-2)
- Li ser sehêta çapameniyê[À propos de Médias Philosophie), philosophie,  (ISBN 978-3-98166-86-8-1)
- Li ser têgîna çandê(A propos de l'importance de la culture), philosophie,  (ISBN 978-3-98166-86-8-1)
- juridique, judiciaire et de la justice, philosophie, 2016,
- A propos de la philosophie de la sociologie, philosophie, 2016,
- Dîroka felsefe li Kurdistanê(l'histoire de la philosophie au Kurdistan), Philosophie, 2016
- Li ser pêşketin û pêşveçûna zarokê(´A propos de développement de l'enfant´), la philosophie, 2016
- Li ser felsefeya pedegojiyê(Si la philosophie de l'éducation), philosophe,  (ISBN 978-3-945956-01-4)
- Têgîna legopedîyê û ziman(Si le concept orthophonique), la philosophie,  (ISBN 978-3-9816686-7-4)
- Li ser felsefeya ramyarîyê(Si la philosophie de gestion), la philosophie
- Li ser felsefeya dirokê(L'introduction de la philosophie de l'histoire), la philosophie,
- Les temps préhistoriques, les temps néolithiques et les premiers temps de civilisation, d'histoire et d'anthropologie,
- Psychologie et compréhension de l'esprit, de la philosophie et de la mentalité,
- Histoire économique, économique,
- Nature humaine, philosophie, histoire et société,
- Philosophie sur le champ de la compréhension, de la philosophie
- philosophie subjective, philosophie
- Démocratie, la société, le contenu de l'histoire et de la piste, histoire et société,
- A propos de la vérité du modernisme, philosophie et société, 2018,
- Afrin 1[3], peau 1,  2018,   (ISBN 978-3-981668-67-4)
- Afrin 2, peau 2, 2018,
- afrin 3[4], peau 3, 2018
- ce qui était difficile à vivre(en norvégien: 'det som var vanskelig å leve med')[5], 2020,  (ISBN 978-82-300-2030-2)